# Villota del Páramo
Villota del Páramo ist ein Ort und eine nordspanische Gemeinde (municipio) mit 299 Einwohnern (Stand: 2024) in der Provinz Palencia der Autonomen Gemeinschaft Kastilien-León. 

## Lage und Klima
Villota del Páramo liegt in der altkastilischen Meseta in einer Höhe von ca. 990 m. Die Provinzhauptstadt Palencia befindet sich gut 70 km (Fahrtstrecke) südsüdöstlich. Das Klima im Winter ist kühl, im Sommer dagegen trotz der Höhenlage gemäßigt bis warm; Niederschläge (ca. 659 mm/Jahr) fallen überwiegend im Winterhalbjahr.

## Bevölkerungsentwicklung
| Jahr      | 1970 | 1981 | 1991 | 2001 | 2011 | 2021 |
| Einwohner | 974  | 654  | 538  | 445  | 360  | 315  |

## Sehenswürdigkeiten

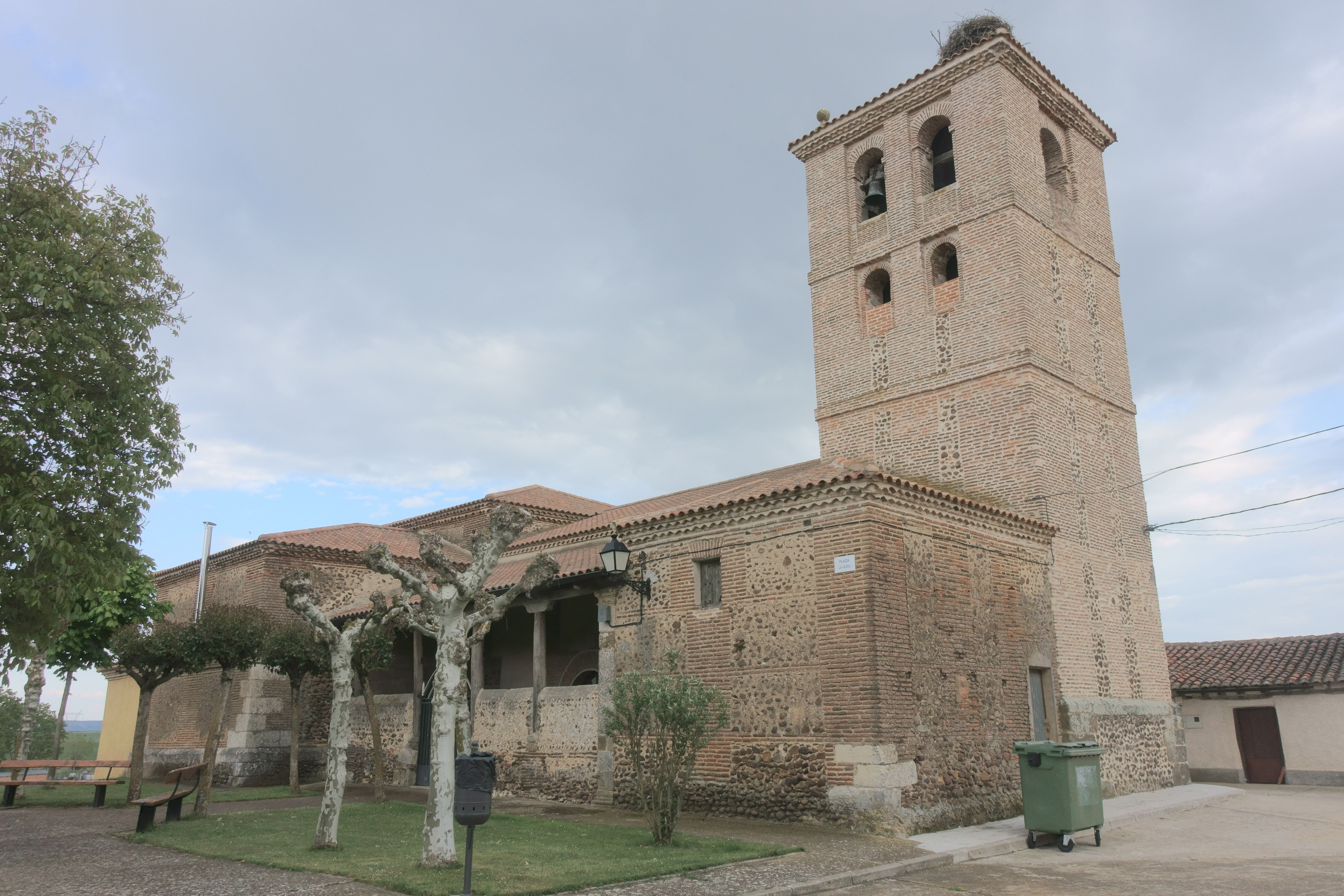
Peterskirche
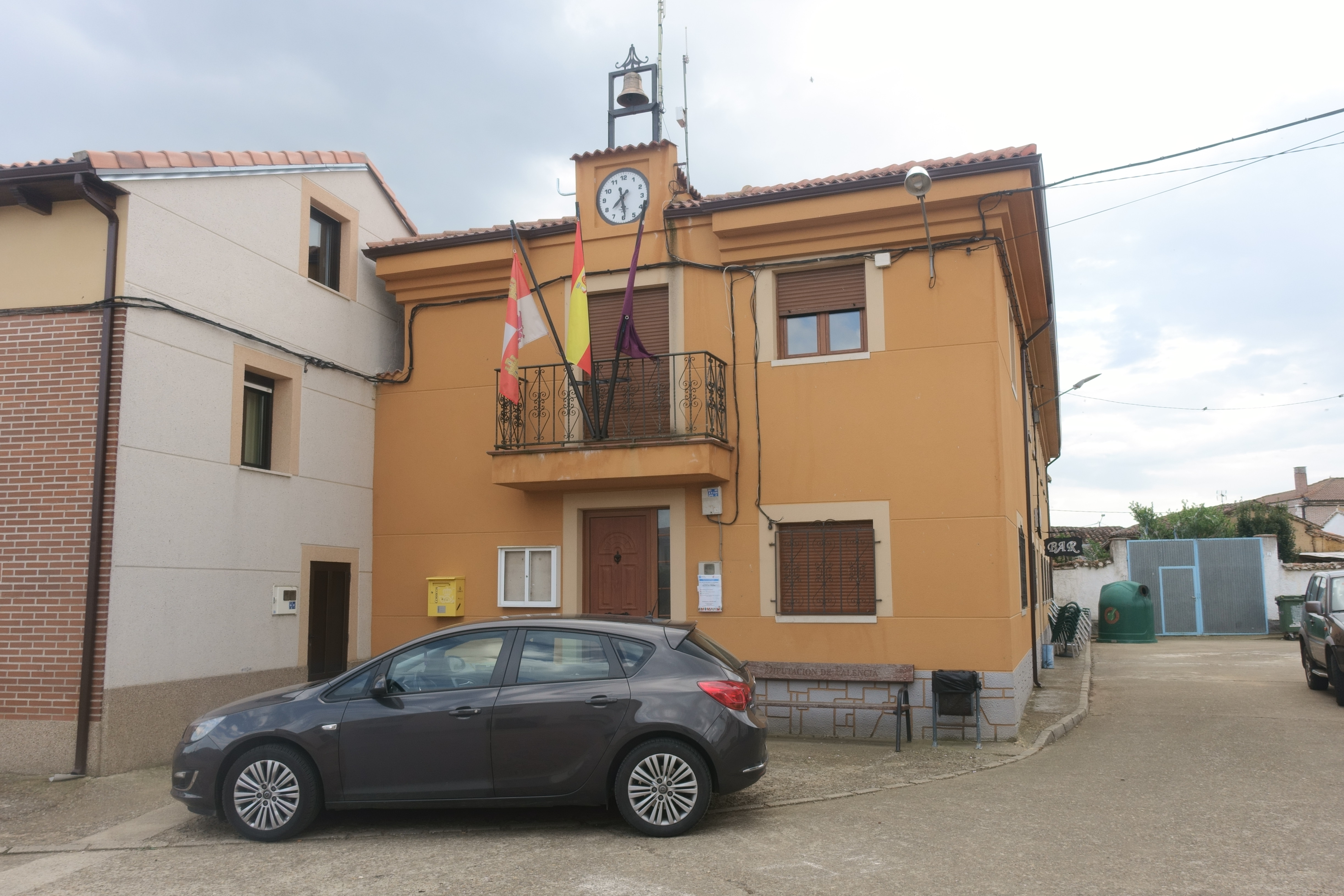
Rathaus

- Peterskirche
- Rathaus